# Newtown Linford

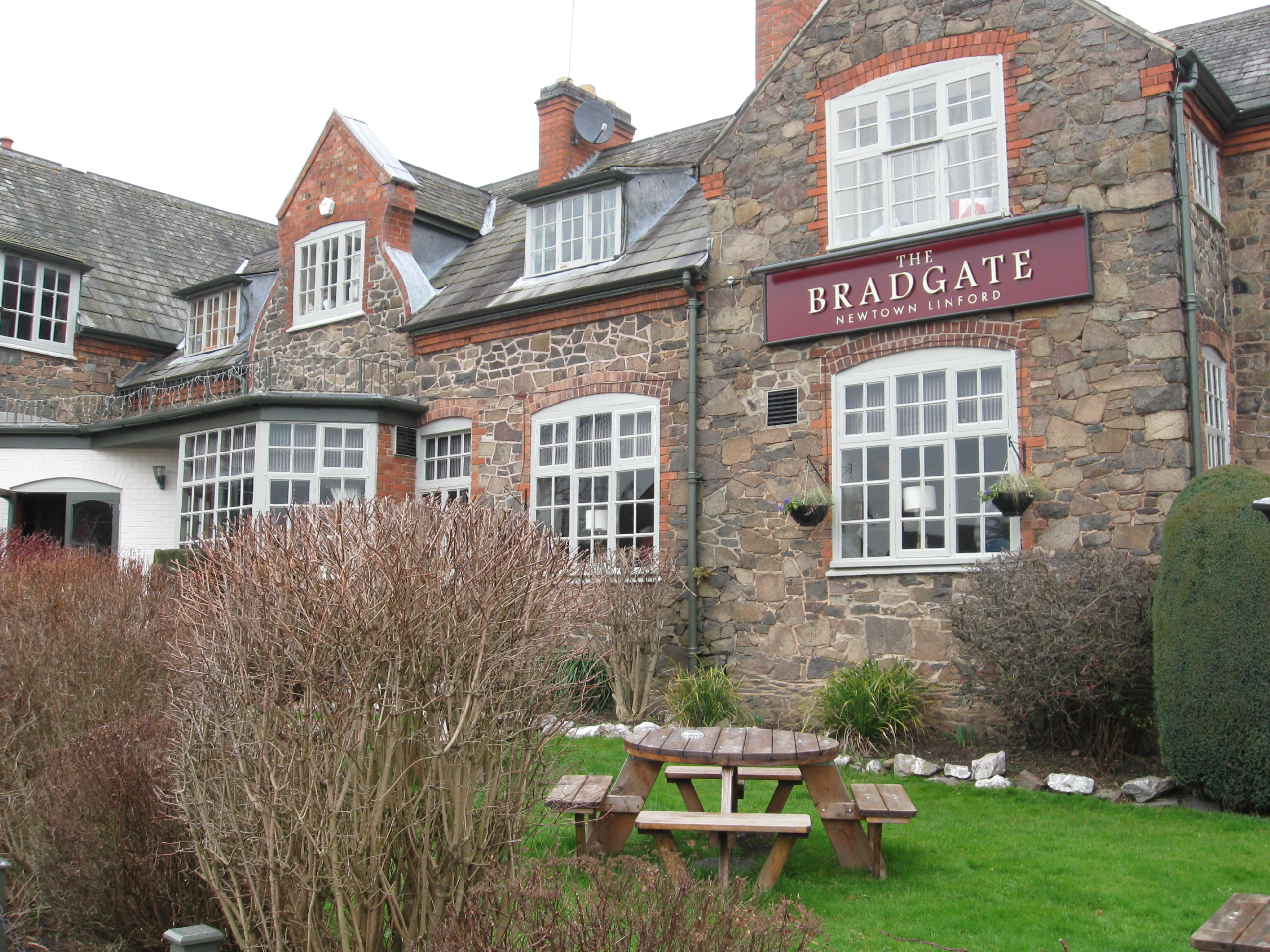
Newtown Linford - restauracja

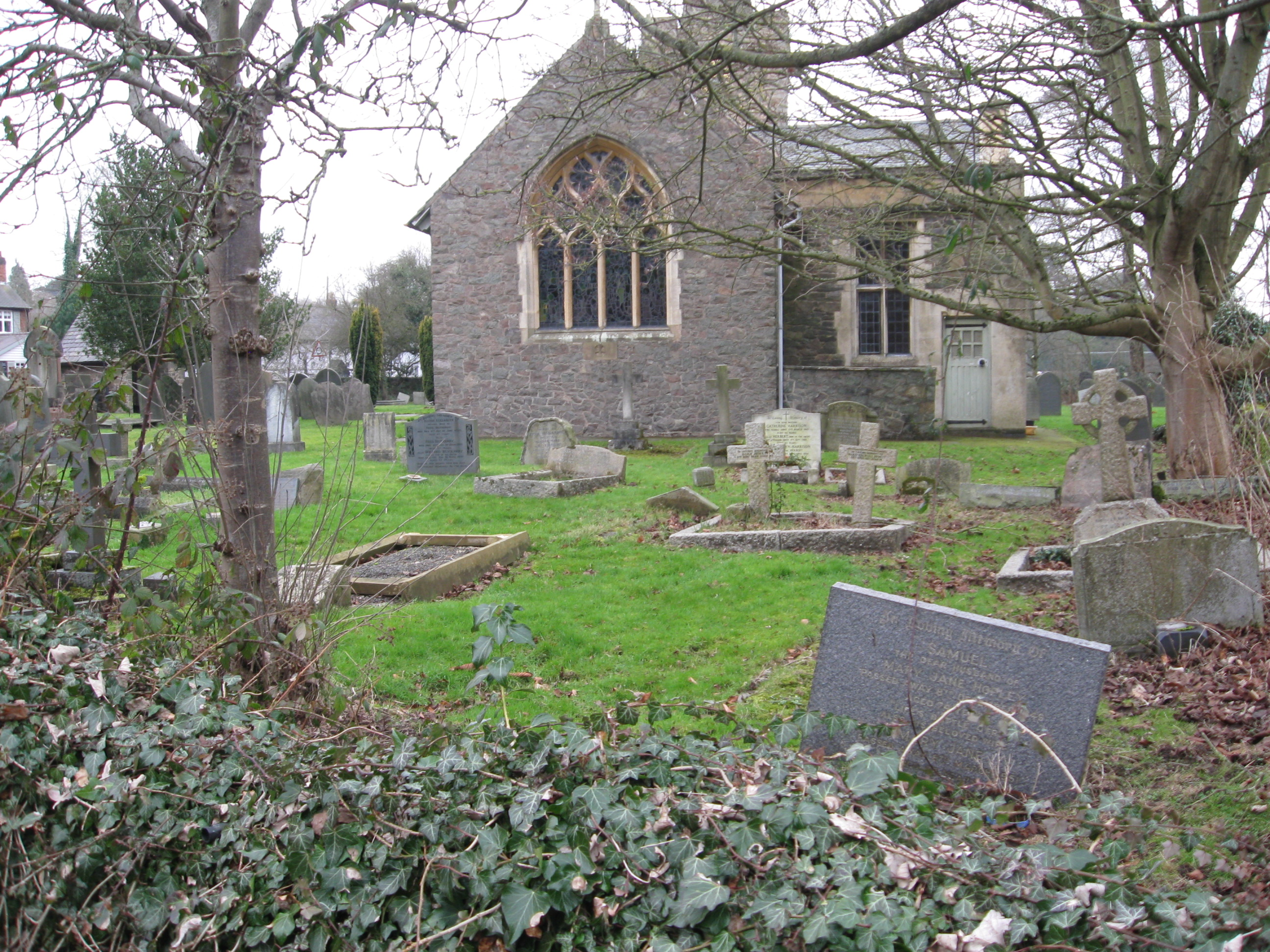
Kościół i cmentarz

Newtown Linford – wieś w Anglii, w hrabstwie Leicestershire, w dystrykcie Charnwood. Leży 9 km na północny zachód od miasta Leicester i 151 km na północny zachód od Londynu.